# Siergiej Babikow
Siergiej Babikow (tadż. Сергей Бабиков; ur. 20 grudnia 1967 w Duszanbe) – tadżycki strzelec, olimpijczyk. Z zawodu wojskowy.
Wywodzi się ze stolicy Tadżykistanu – Duszanbe. W zawodach zaczął startować w roku 1981. W barwach Związku Radzieckiego był indywidualnie mistrzem i wicemistrzem Europy juniorów. Mistrzostwo zdobył w 1985 roku (pistolet standardowy z 25 m), zaś wicemistrzostwo rok później (pistolet pneumatyczny z 10 m). Są to jego jedyne indywidualne medale na imprezach rangi kontynentalnej.
Był trzykrotnym uczestnikiem igrzysk olimpijskich (IO 2004, IO 2008, IO 2012). Na igrzyskach w Atenach (2004) osiągnął swój najlepszy wynik olimpijski – zajął 10. miejsce w pistolecie pneumatycznym z 10 metrów. W Pekinie uplasował się na 30. miejscu w tej samej konkurencji oraz na 42. pozycji w pistolecie dowolnym z 50 metrów. Na igrzyskach w 2012 roku był 44. w pistolecie pneumatycznym z 10 metrów – był to najgorszy wynik zawodów. Babikow jest najstarszym reprezentantem Tadżykistanu na igrzyskach olimpijskich – startując w Londynie miał ponad 44 lata. Ponadto jest jedynym strzelcem reprezentującym Tadżykistan na olimpijskich arenach (stan przed igrzyskami w 2020 roku).
Startował trzykrotnie na mistrzostwach świata (2002, 2006, 2010). Najwyższa lokata jaką zajął, to 24. pozycja w pistolecie pneumatycznym z 10 metrów (2006). Uczestniczył również wielokrotnie w mistrzostwach Azji i igrzyskach azjatyckich, lecz ani razu nie zajął miejsca w czołowej dziesiątce zawodów. W Pucharze Świata jego najlepszym wynikiem jest 8. pozycja w pistolecie dowolnym z 50 metrów, którą osiągnął w 2003 roku w Monachium.